# 凡勿駅
凡勿駅（ポンムルえき）は、大韓民国大邱広域市寿城区にある大邱交通公社（DTRO）3号線の駅である。駅番号は340。

## 駅構造
相対式ホーム2面2線の高架駅。
のりば
※のりば番号の設定は無し。
| 上り | ●大邱都市鉄道3号線 | 池山・寿城池・漆谷慶大病院方面 |
| 下り | ●大邱都市鉄道3号線 | 龍池方面                       |

## 駅周辺
- 東亜百貨店寿城店
- CJ CGV大邱寿城
- 大邱銀行池山支店
- ウリィ銀行凡勿洞支店
- NH農協銀行凡勿支店
- 水星消防署

## 歴史
- 2015年4月23日: 3号線の開業とともに開業。

## 隣の駅
大邱交通公社
●3号線
池山駅 (339) - 凡勿駅 (340) - 龍池駅 (341)